# 3197 Weissman
3197 Weissman este un asteroid din centura principală, descoperit pe 1 ianuarie 1981 de Edward Bowell.